# Gyeolhon i-yagi
Gyeolhon iyagi (결혼이야기?), noto anche con il titolo internazionale Marriage Story, è un film del 1992 diretto da Kim Eui-suk. La pellicola ha avuto nel 1994 un seguito, con attori differenti, Gyeolhon i-yagi 2.

## Trama
Kim Tae-kyu e Choe Ji-hae si sposano, ma in seguito ad alcuni litigi decidono di lasciarsi, per poi scegliere infine di ritornare insieme.